# Aethopyga flagrans
Beija-flor-flamejante ou nectarínia-flamejante (Aethopyga flagrans) é uma espécie de ave da família Nectariniidae.
É endémica das Filipinas.
Os seus habitats naturais são: florestas subtropicais ou tropicais húmidas de baixa altitude.